# Pyropsinae
De Pyropsinae zijn een onderfamilie van uitgestorven weekdieren uit de klasse van de Gastropoda (slakken).